# 페어바둑
페어바둑은 1990년에 주식회사 구루나비의 창업자인 다키 히사오에 의해 창안된 새로운 마인드 스포츠이다. 또한 "페어바둑"및 ‘PAIR GO'는 다키 히사오를 중심으로 설립된 공익재단법인 일본페어바둑협회의 등록 상표이다.

## 개요
「페어바둑」은 남녀 페어 둘이 하나의 바둑판을 이용하여 흑번여성, 백번여성, 흑번남성, 백번남성의 순서로 번갈아 두는 경기방식이다. 「페어바둑」공식 규칙은 아군끼리 상담하는 것을 허락하지 않는다. 이기기 위해서는 파트너와의 의사소통, 서로의 실수를 커버하는 배려가 필요하다 . 동성끼리 페어를 이루어 두는 것도 가능하지만 일본페어바둑협회의 정식 규칙은 "남녀가 페어를 이루는"이라고 규정되어 있으며, 일반적으로도 보급, 교류의 목적이 있기에 남녀가 페어를 이루는 경우가 대부분이다.
현재는 아마추어와 프로기사를 대상으로 한 국제기전과 국내기전도 행해져 국제 대회에서도 정식 종목으로 채택되고 있다. 또한 폭넓은 세대의 참가를 목적으로 일본페어바둑협회가 주최하는 각종 페어바둑 대회에서 특별 이벤트로 '베스트 드레서 상'이 실시되고 있다.

## 창안
페어바둑 발상의 근원이 된 것은, 옛부터 존재했던 대국방법의 하나이던 “연기” (쌍방 몇 명씩이 팀을 짜, 교대로 착수한다)이다. 예를 들어 1837년(덴포 8년)에는, 츠치야 히데카즈/다케가와 야사부로(흑번 덤 다섯집) 대 오타 유조/핫토리 마사테츠의, 2대 2의 연기가 두어졌다.
연기는 보는 즐거움은 있지만 바둑판을 두개 늘어놓고, 옆사람이 둔 수를 눈앞의 바둑판에 나열하는 탓에, 좌뇌를 사용하는 작업이 추가되어 승부으로서의 의미가 퇴색되는 단점이 있었기에, 하나의 바둑판을 사용해 두쌍이 대국하는 '페어바둑'의 구상이 태어났다.
현대적인 페어바둑은, 1990년에 다키 히사오에 의해 창안된일본 태생의 완전히 새로운 마인드 스포츠이다. 바둑의 보급을 위해 여성과 어린이의 바둑팬을 늘리고 싶다는 생각으로 페어바둑은 창안되었다. 당시 여성의 바둑 인구가 적고, 다키 히사오의 아내인 다키 히로코가 함께 바둑을 즐길 수 있는 친구가 없었기 때문에, 다키 히사오가 다키 히로코에게 주는 특별한 선물이었다. 1990년에 개최된 제1회 대회에서는, 이시다 요시오 구단이 심판장을 맡고 “페어 바둑”은 해보면 재미있다고 칭찬했다. 혼자 두는 바둑과는 다른 즐거움을 느낀 프로기사분이 "이기면 기쁨 2배, 져도 아쉬움 반"이라고 했다. 현재는 세계75개국•지역(2019년 10월 시점)에서 개최되고 있다.

## 규칙
"일본페어바둑협회"가 정한 "페어바둑"공식 규칙은 다음과 같다.
- 남녀가 페어를 이루어, 같은팀의 남녀는 바둑판 같은 측면에 나란히 앉는다. 또한 동성끼리 마주 보도록 앉는다.
- 남녀 교대로 착수한다. 첫번째 착수는 흑번여성이 두고, 백번여성 → 흑번남성 → 백번남성 → 흑번 여성 → ...... 순으로 착수한다.
- 페어끼리 착수에 대한 상담, 조언을 해서는 안된다. 불계패 선언, 착수순서의 확인시에만 대화가 허용된다.
- 불계패 의사 확인은 턴 대국자가 파트너에게하고 파트너는 가부만을 말할 수 있다.
- 착수순서를 틀렸을 경우 이전 착수에 대해서만 지적할 수 있다. 순서상 오류가 있을 경우, 다시 두는 것이 아니라, 착수 순서를 틀린 팀에 3집의 벌점이 부과된다.
- 파트너간에 부당한 정보 교환이 인정되는 경우 위반자(페어)는 반칙패가 된다.
- 착수를 연속해서 포기하는 경우는 대국정지가된다.

또한 아마추어 페어바둑대회에서 실시되는 핸디캡 경기는 각 페어의 단,급을 더해 2로 나눈 포인트 (페어 포인트)를 산출하고, 대전페어의 차이만큼 핸디캡을 갖고 대국을 실시한다.
"페어바둑"규약은 일본어, 영어, 중국어, 한국어, 스페인어 5개국어로 기재되어 있다. 또한 "페어바둑"규칙이 정해진 것은 창안 이듬해인 1991년이고 일본 법무부 장관을 역임한 요시쿠니 이치로 일본페어바둑협회 명예회장이 감수했다.

## 대회
그해의 아마추어페어바둑 세계제일을 결정하는 '국제 아마추어페어바둑 선수권 대회'가 1990년부터 매년 개최되고있다.1994년부터는 일본기원,관서기원 소속 남녀 톱 프로기사를 대상으로 '프로기사 페어바둑 선수권대회 "라는 일본내 프로기전이 이루어지고있다. 2008년 마인드스포츠 공식종목으로, 2010년에는 '광저우 아시안게임'에서 경기종목, 2011 년에는 IOC 승인 '스포츠 어코드 월드 마인드게임즈'에서 정식종목이 된다. 국제프로기전으로 2010 년 중국 항저우시에서 "페어바둑월드컵 2010 '이, 2016 년에는 '페어바둑월드컵 2016도쿄’, 이듬해 2017 년부터 2019 년에는 '세계 페어 바둑 최강위전’이, 2019년에는 '페어바둑' 창안 30년을 기념하는 국제 대회가 개최되었다. 현재는 세계 75 개국 (2019년 10월시점)에서 즐기고 있다. 2022년 3월 17~21일에는 세계 프로기사와 아마추어가 참가하는 '페어 바둑 월드컵 2022 재팬'이 개최되었다.
또한, IMSA (국제 마인드스포츠 협회)가 주최하는 마인드스포츠의 대회에도 페어 바둑이 채용되고있다.

## 올림픽
"페어바둑"은 국제적인 보급도 진행되고 있다. 2008년에는 "페어바둑"의 추가적인 국제보급, 발전을 목적으로 세계페어바둑협회 (WPGA)가 설립되었다. 세계페어 바둑협회는 2020년 9월말 현재 75 개국, 지역의 바둑단체가 가입하고, 제 8 대 유네스코 사무총장인 마츠우라 고이치로 씨가 회장을 맡고있다. 또한 2015년 6월 30일에는 '페어바둑을 올림픽 정식경기로 추진하는 모임'이 발족되어 2019년 10월에는 공익재단법인 일본기원, 일반재단법인 관서기원과 함께 국제적으로 일본 바둑계를 대표하는 유일한 단체로서, 일반사단법인 전일본바둑협회를 설립하는 등 미래의 바둑과 "페어바둑"올림픽 경기 추진을 위한 활동을 하고있다.

## 인공지능
"페어바둑”은 인공지능 분야에서도 주목받고있다. "페어바둑"의, 반면에서만 상대 페어의 의도를 읽을뿐만 아니라 아군의 파트너와 커뮤니케이션(대화가 아니라 전달의 의미)해야한다는 게임의 디자인은 인간와 인공지능간의 커뮤니케이션 문제를 생각하는데 있어서 기초연구에 도움이 되지 않을까 생각된다. 말이나 몸짓 등의 눈에 보이는 커뮤니케이션에 의지하지 않고도 협업을 하면서 승부를 펼칠 수 있다는 인간 고유의 능력은 미래의 인공지능 등의 과학기술과 인간이 협조하여 만들어가는 새로운 세계에 공헌할 것으로 기대된다.

## 페어바둑이 등장하는 작품
- “군무의 페어바둑” 타카기 유나 저. 후타바출판사 “월간 액션” 연재중

제2화에서”페어바둑”이 “바둑”과 다르다는 것을 투병중인 아카네가 말한다.
제5화에서 페어바둑이 세계의 공통언어가 될 수 있음을 [[카이 윌리엄 오지7단]이 말하고 페어바둑을 통해 넓은 세계나 많은 사람과 연결될 수 있음을 노조미 군부가 말하는.
'페어 바둑 월드컵 2022 재팬' 특별 동시 개최: 문화 프로그램 '페어 바둑 만화전'에도 출전한</ref>.

## 페어바둑 노래
- Pair Go, My Dream

작사 : 코야마 쿤도 작곡 : 히라타 아키라 발표일 : 불명
- 아이오이

페어 바둑 월드컵 테마송
작사 : 코야마 쿤도 작곡 : 기타야마 요이치, 타케모토 켄이치 편곡 : [[다케베 사토시], [토리야마 유지]] 가창 : 페어바둑 스펠 러즈 (오디션에서 선정된 여성 싱어 2명이 고스페라즈에 가담한 새 유닛) 발표일 : 2022년 3월 17일

## 같이 보기
- 프로기사 페어바둑선수권 경기
- 유럽 페어바둑 선수권
- 일본페어바둑협회
- 페어쇼기(페어일본장기)
- 버그하우스 체스